# Ray West
Ray West (Detroit, 29 de novembro de 1925 — Santa Barbara, 17 de fevereiro de 2016) foi um sonoplasta estadunidense. Venceu o Oscar de melhor mixagem de som na edição de 1978 por Star Wars, ao lado de Don MacDougall, Bob Minkler e Derek Ball.